# Beverbach (Aller)
Der Beverbach ist ein 10,1 km langer rechter Nebenfluss der Aller, gelegen in der Südheide im Landkreis Gifhorn.

## Verlauf
Der Beverbach entspringt südlich der Ortschaft Grußendorf, einem Ortsteil der Gemeinde Sassenburg, an der Grenze zur Gemeinde Bokensdorf. Der weitere Lauf geht südwestlich durch das Naturschutzgebiet Derenmoor bis zum Elbe-Seiten-Kanal und auf der östlichen Seite daran entlang. Auf Höhe des Gutes Dagebrück quert der Beverbach den Kanal durch einen Tunnel. Danach verläuft der Bach weiter in südwestlicher Richtung am Beversee vorbei, unter der B188 hindurch und trifft südöstlich von Dannenbüttel, einem Ortsteil der Gemeinde Sassenburg, auf die Aller.

## Zuflüsse
| rechte Nebenflüsse | Schwarzer Pfuhlgraben               |
| linke Nebenflüsse  | Bokensdorfer Bach, Derenberg Graben |
| Gemeinden          | Sassenburg, Bokensdorf              |

## Hydrologie
Der Beverbach ist begradigt und wirkt an vielen Stellen recht naturfern. Der im Wald gelegene Oberlauf gleicht eher einem breiten Wegeseitengraben als einem durch einen Wald fließenden Heidebach. Extrem naturfern ist die parallel neben dem Elbe-Seitenkanal verlaufende Gewässerstrecke. Hier befinden sich in dem schmalen Gewässerbett zahlreiche Sohlabstürze, die den Organismen eine Aufwärtswanderung in dem Gewässer stark erschweren. Westlich des Elbeseitenkanals bietet der Beverbach einen etwas naturnäheren Anblick. Das Ufer ist hier unregelmäßiger gestaltet und auf der kiesig-sandigen Sohle haben sich Strukturen entwickelt, die zahlreichen Fließwasserarten einen Lebensraum bieten. Stellenweise haben sich hier knietiefe Schlammbänke abgelagert. Vielfach beschatten Bäume diesen Gewässerabschnitt. Vor der Mündung ist der Bach dann wieder eindeutig ausgebaut und naturfern.
In regenarmen Sommern hat der Bach keine durchgehende Wasserführung. Das Wasser des Oberlaufs ist infolge des vom Moor geprägten Einzugsgebietes recht sauer. Es wurden hier pH-Werte < 6 bzw. in Quellnähe sogar < 5 gemessen. Die Lebensgemeinschaft des Baches konnte relativ günstig beurteilt werden, obwohl auch hier, speziell in Bezug auf die Köcherfliegen, größere Defizite herrschen. Zu erwähnen ist das Vorkommen von zwei Steinfliegenarten der Gattung Leuctra, die im Einzugsgebiet der Aller recht selten zu finden sind. Auch die sehr anspruchsvollen Larven der Libelle Cordulegaster boltonii konnten im Bach nachgewiesen werden, obwohl das Gewässer, wie schon erwähnt, zeitweilig keine durchgehende Wasserführung hat. Diese Libellenlarven können aber ein Trockenfallen ihres Wohngewässers für etwa zwei Monate ertragen, wenn sie auf der Sohle unter Totholz oder Detritusansammlungen Schutz und Feuchtigkeit finden.

### Gewässergüte
Der Saprobienindex kennzeichnet den Bach an allen Stellen als ein mäßig belastetes Gewässer der Güteklasse II. In trockenen Sommern ist allerdings nicht immer eine Gütebestimmung möglich.

### Fauna
| Ordnung/Art                | Rubrik der Roten Listen Flachland |
| -------------------------- | --------------------------------- |
| Steinfliegen               |                                   |
| Leuctra digitata           | 2                                 |
| Leuctra hippopus           | 2                                 |
| Köcherfliegen              |                                   |
| Oligotricha striata        | 3                                 |
| Potamophylax rotundipennis | V                                 |
| Libellen                   |                                   |
| Calopteryx splendens       | 3                                 |
| Cordulegaster boltonii     | 2                                 |
| Gomphus vulgatissimus      | 1                                 |
| Käfer                      |                                   |
| Hydraena riparia           | 3                                 |
| Neunaugen                  |                                   |
| Lampetra planeri           | 2                                 |

## Gewässerunterhaltung
Der Beverbach wird vom Aller-Ohre-Verband unterhalten, in den auch der Wasser- und Bodenverband Beverbach integriert ist.